# 관계명사
관계명사(relational noun)란 두가지 존재 사이 혹은 존재와 이벤트 사이 에 있는 공간 내시 시간 관계를 언어상 표시하는 구성소의 의미적 주요부이면서 공시적으로 본래 구채적인 뜻을 가지고 있는 명사를 가리킨다. 그들은 스스로가 접치사하고 똑같히 기능하거나 군접치사의 의미적 주요부가 되기도 한다.

## 예
신채부위를 나타내는 명사일 경우가 가장 일반적이며 예를 들으면 '등'이라는 명사가 '뒤'라는 뜻을 가져서 '의 등에'라는 형식이 '의 뒤에'의 뜻으로 쓰이게 되는 경우(밑 아이슬란드어등)등이 관계명사에 해당된다.

### 공간 관계를 나타내는 관계명사

#### 아이슬란드어
아이슬란드어에서 að baki mér ('at' 'back' 'my') "behind me"라는 구에 나타나는 baki'뒤'는 군전치사 að baki '(의) 뒤에'의 의미적 주요부인데, '등'을 뜻하는 현존하는 명사 bak의 불정 여격 단수형인것이 명확하다.

### 시간 관계를 나타내는 관계명사

#### 일본어
일본어에 있어서 四月の頭に(shigatsu-no atama-ni)라는 구를 뜻을 그대로 생각하면 '사월의 머리에'라는 것인데 실재로는 '사월 초에'라는 뜻으로 쓰인다. '머리'라는 명사가 대상의 시간적 앞부분을 나타내는 관계명사의 예이다. の頭に(no-atama-ni('의'-'머리'-'에'))를 군후치사로 볼 수가 있다.

## 분푸
구대륙 보다는 신대륙의 고유언어에 더 현저하게 나타난다.

## 같이 보기
- 격